# تشارلز إتش. كارول
تشارلز إتش. كارول هو قاضي وسياسي أمريكي، ولد في 4 مايو 1794 في هاجرستاون في الولايات المتحدة، وتوفي في 8 يونيو 1865 في غروفلاند في الولايات المتحدة. نشط حزبياً في حزب اليمين. وقد انتخب عضو جمعية ولاية نيويورك ‏ وانتخب عضو مجلس ولاية نيويورك ‏ وانتخب عضو مجلس النواب الأمريكي ‏.